# Lijst van voetbalinterlands Ethiopië - Ghana
Deze lijst van voetbalinterlands is een overzicht van alle officiële voetbalwedstrijden tussen de nationale teams van Ethiopië en Ghana. De Afrikaanse landen hebben tot op heden zeven keer tegen elkaar gespeeld. De eerste wedstrijd, een groepswedstrijd tijdens de Afrika Cup 1963, vond plaats op 26 november 1963 in Accra. Het laatste duel, een kwalificatiewedstrijd voor de Wereldkampioenschap voetbal 2022, werd gespeeld in Johannesburg (Zuid-Afrika) op 11 november 2021.

## Wedstrijden
| № | Plaats       | Datum            | Competitie                           | Wedstrijd        | Uitslag |
| - | ------------ | ---------------- | ------------------------------------ | ---------------- | ------- |
| 1 | Accra        | 26 november 1963 | Afrika Cup 1963                      | Ghana − Ethiopië | 2 − 0   |
| 2 | Addis Abeba  | 21 april 1996    | Vriendschappelijk                    | Ethiopië − Ghana | 2 − 0   |
| 3 | Bloemfontein | 21 januari 2014  | African Championship of Nations 2014 | Ethiopië − Ghana | 0 − 1   |
| 4 | Kumasi       | 11 juni 2017     | Afrika Cup 2019 kwalificatie         | Ghana − Ethiopië | 5 − 0   |
| 5 | Addis Abeba  | 18 november 2018 | Afrika Cup 2019 kwalificatie         | Ethiopië − Ghana | 0 − 2   |
| 6 | Cape Coast   | 3 september 2021 | WK 2022 kwalificatie                 | Ghana − Ethiopië | 1 − 0   |
| 7 | Johannesburg | 11 november 2021 | WK 2022 kwalificatie                 | Ethiopië − Ghana | 1 − 1   |

## Samenvatting
| Competitie                      | Totaal gespeeld | Winst Ethiopië | Gelijk | Winst Ghana | Doelsaldo Ethiopië – Ghana |
| ------------------------------- | --------------- | -------------- | ------ | ----------- | -------------------------- |
| WK-kwalificatie                 | 2               | 0              | 1      | 1           | 1 − 2                      |
| Afrika Cup                      | 1               | 0              | 0      | 1           | 0 − 2                      |
| Afrika Cup-kwalificatie         | 2               | 0              | 0      | 2           | 0 − 7                      |
| African Championship of Nations | 1               | 0              | 0      | 1           | 0 − 1                      |
| Vriendschappelijk               | 1               | 1              | 0      | 0           | 2 − 0                      |
| Totaal                          | 7               | 1              | 1      | 5           | 3 − 12                     |

Wedstrijden bepaald door strafschoppen worden, in lijn met de FIFA, als een gelijkspel gerekend.
EFF · 
A-internationals · 
Ethiopisch vrouwenelftal · Olympisch elftal
1940 – 1949 · 
1950 – 1959 · 
1960 – 1969 · 
1970 – 1979 · 
1980 – 1989 · 
1990 – 1999 · 
2000 – 2009 · 
2010 – 2019 ·
2020 − 2029
Algerije ·
Angola ·
Benin ·
Botswana ·
Burkina Faso ·
Burundi ·
Centraal-Afrikaanse Republiek ·
Comoren ·
Congo-Brazzaville ·
Congo-Kinshasa ·
Djibouti ·
Egypte ·
Ghana ·
Griekenland ·
Guinee ·
Guinee-Bissau ·
Guyana ·
Israël ·
Ivoorkust ·
Jemen ·
Joegoslavië ·
Kaapverdië ·
Kameroen ·
Kenia ·
Lesotho ·
Liberia ·
Libië ·
Madagaskar ·
Malawi ·
Mali ·
Marokko ·
Mauritanië ·
Mauritius ·
Mozambique ·
Namibië ·
Niger ·
Nigeria ·
Oeganda ·
Rwanda ·
Sao Tomé en Principe ·
Senegal ·
Seychellen ·
Sierra Leone ·
Soedan ·
Somalië ·
Tanzania ·
Togo ·
Tsjaad ·
Tunesië ·
Turkije ·
Zambia ·
Zimbabwe ·
Zuid-Afrika ·
Zuid-Jemen ·
Zuid-Soedan
GFA · A-internationals · Selecties ·  Bondscoaches · Ghanees vrouwenelftal · Ghana U21 · Ghana U20 · Ghana U19 · Ghana U18 · Ghana U17
1950 – 1959 ·
1960 – 1969 ·
1970 – 1979 ·
1980 – 1989 ·
1990 – 1999 ·
2000 – 2009 ·
2010 – 2019 ·
2020 − 2029
WK 2006 ·
WK 2010 · 
WK 2014
OS 1964 · 
OS 1968 · 
OS 1972 · 
OS 1976 · 
OS 1992 · 
OS 1996 ·
OS 2004
1950 · 
1951 · 
1952 · 
1953 · 
1954 · 
1955 · 
1956 · 
1957 · 
1958 · 
1959 · 
1960 · 
1961 · 
1962 · 
1963 · 
1964 · 
1965 · 
1966 · 
1967 · 
1968 · 
1969 · 
1970 · 
1971 · 
1972 · 
1973 · 
1974 · 
1975 · 
1976 · 
1977 · 
1978 · 
1979 · 
1980 · 
1981 · 
1982 · 
1983 · 
1984 · 
1985 · 
1986 · 
1987 · 
1988 · 
1989 · 
1990 · 
1991 · 
1992 · 
1993 · 
1994 · 
1995 · 
1996 · 
1997 · 
1998 · 
1999 · 
2000 · 
2001 · 
2002 · 
2003 · 
2004 · 
2005 · 
2006 · 
2007 · 
2008 · 
2009 · 
2010 · 
2011 · 
2012 · 
2013 ·
2014 ·
2015 ·
2016 ·
2017 ·
2018 ·
2019 ·
2020 ·
2021 ·
2022 ·
2023
Algerije ·
Angola ·
Argentinië ·
Australië ·
Benin ·
Bosnië en Herzegovina ·
Botswana ·
Brazilië ·
Burkina Faso ·
Burundi ·
Canada ·
Centraal-Afrikaanse Republiek ·
Chili ·
China ·
Comoren ·
Congo-Brazzaville ·
Congo-Kinshasa ·
Cuba ·
DDR ·
Denemarken ·
Duitsland ·
Egypte ·
Engeland ·
Equatoriaal-Guinea ·
Eritrea ·
Ethiopië ·
Gabon ·
Gambia ·
Griekenland ·
Guinee ·
Guinee-Bissau ·
IJsland ·
India ·
Indonesië ·
Irak ·
Iran ·
Italië ·
Ivoorkust ·
Jamaica ·
Japan ·
Joegoslavië ·
Kaapverdië ·
Kameroen ·
Kenia ·
Lesotho ·
Letland ·
Liberia ·
Libië ·
Madagaskar ·
Malawi ·
Maleisië ·
Mali ·
Marokko ·
Mauritius ·
Mexico ·
Montenegro · 
Mozambique ·
Namibië ·
Nederland ·
Nicaragua ·
Nieuw-Zeeland ·
Niger ·
Nigeria ·
Noorwegen ·
Oeganda ·
Oostenrijk ·
Portugal ·
Qatar ·
Rusland ·
Rwanda ·
Saoedi-Arabië ·
Sao Tomé en Principe ·
Senegal ·
Servië ·
Sierra Leone ·
Singapore ·
Slovenië ·
Soedan ·
Somalië ·
Swaziland ·
Tanzania ·
Thailand ·
Togo ·
Tsjaad ·
Tsjechië ·
Tunesië ·
Turkije ·
Uruguay ·
Verenigde Staten ·
Zambia ·
Zimbabwe ·
Zuid-Afrika ·
Zuid-Korea ·
Zwitserland
Brazilië (2006) · 
Duitsland (2014) ·
Italië (2006) · 
Ivoorkust (2015) · 
Portugal (2014) ·
Servië (2010) · 
Tsjechië (2006) · 
Verenigde Staten (2006) · 
Verenigde Staten (2014)